# Robert Wylkynson
Pour les articles homonymes, voir Wilkinson.
Robert Wylkynson (parfois Wilkinson) (né vers 1450 – mort à Eton[réf. nécessaire] après 1515) est l'un des compositeurs anglais représentés dans le Livre de chœur d'Eton.
Seules quatre de ses compositions nous sont parvenues : 
- 2 Salve Regina ;
- Jesus autem transiens/Credo in Deum à 13 ;
- le motet O virgo prudentissima.

Mais ces travaux montrent que Wylkynson était « un compositeur extrêmement ambitieux et plus que compétent ».

## Enregistrements
- Salve Regina Eton Choirbook Vol. I The Sixteen Choir and Orchestra, dir. Harry Christophers
- Jesus autem transiens/Credo in Deum à 13. Eton Choirbook Vol. III The Sixteen Choir and Orchestra, dir. Harry Christophers
- Jesus autem transiens/Credo in Deum à 13. on À 40 Voix. Huelgas Ensemble, dir. Paul Van Nevel. HMC 801954